# Лече (округ)
Округ Лече (итал. Provincia di Lecce) је округ у оквиру покрајине Апулија у источној Италији. Седиште округа покрајине и највеће градско насеље је истоимени град Лече.
Површина округа је 2.759 км², а број становника 815.252 (2010. године).
Округ Лече представља „штиклу“ на „италијанској чизми“.

## Природне одлике
Округ Лече чини крајње јужни део историјске области Апулије и представља „штиклу“ на „италијанској чизми“. Он се налази у источном делу државе, са изласком на Јадранско море на истоку и Јонско море на југу и западу округа. На југоистоку округа се налазе Отрантска врата, мореуз између два поменута мора.
Тло у округу је махом равничарско, веома плодно уз стално наводњавање (жита, воће). Највиша тачка у округу досеже 200 метара надморске висине.

## Становништво
По последњем попису из 2010. године у округу Лече живи преко 810.000 становника. Густина насељености је веома велика, близу 300 ст/км². Како је цео округ равничарски, то је цео његов простор добро насељен.
Поред претежног италијанског становништва у округу живе и известан број досељеника из свих делова света. Поред тога, у неколико насеља округа живе и Грци, потомци пребеглица с Балкана из времена османске владавине.

## Општине и насеља
У округу Тарант постоји 97 општина (итал. Comuni).
Најважније градско насеље и седиште округа је град Лече (96.000 ст.) у северном делу округа. Други по величини је град Мартина Франка (32.000 ст.) у западном делу округа.